# David Paterson
David Alexander Paterson (New York, 20 maggio 1954) è un politico statunitense, governatore dello Stato di New York dal 2008 al 2010. Dal 2011 insegna alla New York University.

## Biografia
Nasce a Brooklyn da Basil Paterson, anch'egli politico, e sua moglie Portia. Il padre ha origini afro-giamaicane. La nonna paterna, Evangeline Rondon Paterson, fu la segretaria del leader dei Black Nationalist Marcus Garvey. A soli tre mesi, Paterson contrae un'infezione dell'udito che presto si diffonde fino al nervo ottico, lasciandolo così privo della vista all'occhio sinistro. La città di New York non gli garantisce un'istruzione adeguata se non inserendo il giovane David in classi per invalidi, così la famiglia decide di trasferirsi a Hempstead (Long Island), dove comincia a frequentare la scuola in classi ordinarie.
Nel 1971 si diploma alla Hempsted High School. Nel 1977 si laurea nel corso di storia alla Columbia University, mentre nel 1983 consegue un secondo titolo in legge alla Hofstra Law School. Dopo la seconda laurea comincia a lavorare per l'Ufficio del procuratore distrettuale del Queens.

## Carriera politica

### Senato di New York
Nel 1985 lascia l'Ufficio del procuratore distrettuale per partecipare alla campagna elettorale di David Dinkins, candidato alla Presidenza del distretto di Manhattan. Nello stesso anno, il 6 agosto, muore il senatore di New York Leon Bogues e il Partito Democratico offre a Paterson la candidatura per il posto scoperto in Senato.
A metà settembre, un comitato composto da 648 democratici dà, alla prima votazione, il 58% dei voti in favore della sua candidatura. Diviene così il candidato ufficiale del Partito Democratico e ad ottobre viene eletto al Senato dello Stato di New York. Nel 1986 viene nuovamente eletto nel 29th District come rappresentante in Senato. Resta in carica fino 1º gennaio 2007, quando lascerà l'incarico per assumere quello di Lieutenant Governor.
Il 20 novembre 2002 David Paterson viene eletto dal Partito Democratico come leader dell'opposizione al Senato di New York. Nel 2006 è il promotore di una controversa mozione per limitare i poteri della polizia; tuttavia cambia la sua posizione dopo qualche tempo. Inoltre, durante il suo incarico in Senato, Paterson sostiene il diritto di voto per non-residenti nelle elezioni locali.

### Governatore di New York
Il 17 marzo 2008, in seguito alle dimissioni di Eliot Spitzer, Paterson diventa il 55º Governatore dello Stato di New York. Alla cerimonia di giuramento sono presenti, tra gli altri, Hillary Clinton e Michael Bloomberg. Paterson diventa così il primo vice-governatore a sostituire la più alta carica dello Stato di New York dal 1973, quando Malcolm Wilson ottenne l'incarico di Nelson Rockefeller. David Paterson è il primo Governatore nero dello Stato di New York e il quarto degli Stati Uniti d'America.
Paterson ottiene l'incarico di Governatore in uno dei periodi più impegnativi e movimentati per l'amministrazione newyorchese. Lo Stato infatti richiede l'approvazione della legge sul bilancio entro il 1º aprile, circostanza che lo porta a dover negoziare con i membri del Senato in sole due settimane su una legge che riguarda centinaia di miliardi di dollari. Durante il primo giorno in carica dà il via all'iter legislativo di cinque progetti di legge.

#### Direttiva sui matrimoni tra persone dello stesso sesso
Nel maggio 2008 il Governatore emette una direttiva, su richiesta della Corte Suprema dello Stato di New York, per il riconoscimento dei matrimoni tra persone dello stesso sesso verificatisi in altre giurisdizioni. Tale direttiva provoca dure reazioni da parte dei conservatori, che annunciano una battaglia. D'altra parte, i progressisti difendono senza condizioni la decisione di Paterson che, per confermare la sua posizione, partecipa al Gay Pride di Manhattan.
Il 3 giugno 2008 viene depositata una denuncia nei confronti del Governatore da parte della Alliance Defense Fund ma, il 2 settembre dello stesso anno, il giudice Lucy A. Billings della Corte Suprema dello Stato di New York emette una sentenza nella quale viene confermata la validità della direttiva in questione, decretando in tal modo che David Paterson ha correttamente entro il limite dei suoi poteri.
Nell'aprile 2009 viene annunciata l'intenzione del Governatore di proporre una regolamentazione al fine di legalizzare i matrimoni tra persone dello stesso sesso nello Stato di New York. Per raggiungere l'obiettivo, Paterson riesce ad ottenere l'alleanza di Joseph Bruno, leader dei Repubblicani al Senato, che fino ad allora si era opposto aspramente alla direttiva.

#### Pena capitale
Secondo la senatrice Liz Krueger, Paterson è sempre stato contrario alla pena capitale. Nel luglio 2008 il Governatore ordina la rimozione dell'attrezzatura per esercitare l'iniezione letale.

### Candidatura alle elezioni del 2010
Nell'ottobre 2008 David Paterson annuncia la sua intenzione di candidarsi come Governatore e lancia un sito web per la campagna elettorale. Secondo le prime indiscrezioni, il maggiore avversario di Paterson nella corsa all'amministrazione dello Stato di New York sarebbe Rudolph Giuliani, ex sindaco Repubblicano di New York City che gode di ottima popolarità tra i residenti della metropoli. All'inizio del 2009, un sondaggio del Siena College indica una perdita di consensi del candidato Democratico, che sarebbe a quindici punti di distanza dall'avversario principale; un successivo sondaggio, svolto in aprile tra 1.528 residenti dello Stato, rileva che il 60% del campione boccia l'operato del Governatore in carica.
Il 21 agosto, durante un'intervista alla radio, Paterson dichiara che la sua scarsa popolarità è dovuta al razzismo, dicendo inoltre che Deval Patrick, governatore del Massachusetts, ha ricevuto in passato lo stesso trattamento. Il 18 settembre alcune testate riportano la notizia che il Presidente degli Stati Uniti Barack Obama avrebbe chiesto a David Paterson, visti i riscontri di scarsa popolarità, di ritirare la sua candidatura. Il candidato newyorchese dopo aver inizialmente rifiutato la proposta, il 26 febbraio 2010 ha ritirato ufficialmente la sua disponibilità per un nuovo mandato.